# The Way We Walk, Volume One: The Shorts
The Way We Walk, Volume One: The Shorts —en español: La manera en que caminamos, volumen uno: Los cortos— es el cuarto álbum en vivo del grupo británico Genesis, fue grabado y publicado luego de su gira de 1992.
En lugar de lanzar el material de los conciertos de la gira "The Way We Walk" en un CD doble, Genesis o un productor ejecutivo, decidieron dividir el material en dos ediciones separadas. La primera ("The Shorts") se centra en las canciones más cortas y comerciales del grupo, mientras ("The Longs"), el segundo, The Way We Walk, Volume Two: The Longs fue lanzado en enero de 1993 y se centra en sus temas más extensos y progresivos.
Este primer volumen incluye casi todos los sencillos de Genesis entre 1983-1992; la versión de "Mama" aquí incluida es considerada como una de las mejores versiones de la canción conteniendo un solo de guitarra más notorio que en la versión de estudio. El título compartido de los dos lanzamientos se refiere a la frase "the Way I walk," que aparece en la letra de dos canciones diferentes del grupo: I Can't Dance en el primer volumen y "I Know What I Like (In Your Wardrobe)" en el segundo volumen.
The Way We Walk, Volume One: The Shorts alcanzó el puesto #3 en los rankings del Reino Unido y el puesto #35 en los rankings de Estados Unidos, alcanzando la categoría de disco de oro.

## Lista de canciones
| Pista | Título Inglés             | Título Español                     | Del Álbum       | Duración |
| ----- | ------------------------- | ---------------------------------- | --------------- | -------- |
| 1.    | Land of Confusion         | Tierra De Confusión                | Invisible Touch | 5:16     |
| 2.    | No Son Of Mine            | No Eres Hijo Mío                   | We Can't Dance  | 7:06     |
| 3.    | Jesus He Knows Me         | Jesús Me Conoce                    | We Can't Dance  | 5:24     |
| 4.    | Throwing It All Away      | Desperdiciándolo Todo              | Invisible Touch | 6:02     |
| 5.    | I Can't Dance             | No Sé Bailar                       | We Can't Dance  | 6:54     |
| 6.    | Mama                      | Mama                               | Genesis         | 6:50     |
| 7.    | Hold On My Heart          | Detén mi corazón                   | We Can't Dance  | 5:41     |
| 8.    | That's All                | Eso Es Todo                        | Genesis         | 4:59     |
| 9.    | In Too Deep               | Demasiado Profundo                 | Invisible Touch | 5:36     |
| 10.   | Tonight, Tonight, Tonight | Esta Noche, Esta Noche, Esta Noche | Invisible Touch | 3:36     |
| 11.   | Invisible Touch           | Toque Invisible                    | Invisible Touch | 5:41     |

- Todas las canciones compuestas por Tony Banks/Phil Collins/Mike Rutherford.
- "Mama" y "That's All" fueron grabadas en Wembley Stadium el 4 de julio de 1987 (de hecho, "That's All" no se interpretó en la gira We Can't Dance Tour y "Mama" fue retirada del setlist tras los primeros recitales). La mayoría de las canciones se grabaron en Alemania entre 11 de julio y 13 de julio de 1992.
- "In Too Deep" proviene de la gira Invisible Touch Tour de 1986.
- "Throwing It All Away" contiene un fragmento que es del Knebworth Park el 2 de agosto de 1992.

## Datos adicionales
- Ingeniería por Nick Davis y Geoff Callingham.
- Asistente de ingeniería: Simon Metcalfe.
- Diseño del álbum por Icon y Genesis.
- Fotografías del interior del álbum por Louis Lee y Cesar Vera.

## Formación
- Phil Collins: Percusión, batería, voz
- Tony Banks: Teclados, coros
- Mike Rutherford: Bajo, guitarra, coros

Músicos adicionales:
- Daryl Stuermer: Bajo, guitarra
- Chester Thompson: Percusión, batería

- Datos: Q596013